# Love You Till Tuesday
Love You Till Tuesday è un brano musicale scritto dall'artista inglese David Bowie e pubblicato come 45 giri il 14 luglio 1967.
Dopo Rubber Band è il secondo e ultimo singolo estratto dall'album di debutto del cantante, nel quale venne tuttavia inserita una versione differente registrata alcuni mesi prima.

## Tracce
1. Love You Till Tuesday (Bowie) - 2:59
2. Did You Ever Have a Dream (Bowie) - 2:06

## Formazione
- David Bowie - voce, chitarra
- Derek "Dek" Fearnley - basso
- John Eager - batteria
- Derek Boyes - tastiere

## Il brano
Love You Till Tuesday cattura David Bowie al culmine della sua infatuazione per lo stile vocale di Anthony Newley, già evidente in molti brani dell'album David Bowie, con una melodia orecchiabile e un testo che rappresenta un esempio di cinismo da uomo di mondo mascherato da esaltazione dell'amore libero.
Nel 1969 David cantò il brano in playback per i titoli di testa del video promozionale omonimo, che sarebbe stato pubblicato solo nel 1984. Nello stesso periodo registrò ai Trident Studios di Londra Lieb Dich Bis Dienstag, versione in lingua tedesca col testo tradotto da Lisa Busch che avrebbe dovuto figurare nella progettata e poi abbandonata edizione del video per la Germania.

### Il lato B
Il ritmo vivace di Did You Ever Have a Dream, sostenuto dal pianoforte honky tonk di Derek Boyes e dal banjo di Big Jim Sullivan, accompagna un testo che inneggia alle "ali del volo astrale" che liberano l'immaginazione nei sogni.
In linea con molto del materiale del "periodo Deram", la fantasia di Bowie contrappone la sfrenata ambizione e un lavoro ingrato svolto in ambiente periferico alla meditazione e alla formazione spirituale.

## Registrazione
La versione "45 giri" di Love You Till Tuesday venne registrata negli studi londinesi della Decca il 3 giugno 1967, con un arrangiamento per archi del musicista Ivor Raymonde e una citazione in stile vaudeville di Hearts and Flowers, canzone tratta dal Wintermärchen di Alphons Czibulka.
La prima versione del brano era stata registrata il 25 febbraio sempre ai Decca Studios, durante le sessioni dell'album David Bowie, e ancor prima, il 24 novembre 1966, era stato registrato il lato B.

## Uscita e accoglienza
Nell'estate del 1967, all'interno di una panoramica delle nuove uscite discografiche sulla rivista Melody Maker fu nientemeno che Syd Barrett a commentare Love You Till Tuesday, non proprio in maniera entusiastica: «Si, è un brano scherzoso. Gli scherzi vanno bene. A tutti piacciono gli scherzi. Anche i Pink Floyd amano gli scherzi. È molto disinvolto. A un secondo ascolto può apparire ancora di più uno scherzo. Gli scherzi vanno bene. I Pink Floyd amano gli scherzi. Penso che sia stato uno scherzo divertente. Molto vivace, ma non mi ha fatto battere il piedino».
Il 45 giri uscì il 14 luglio 1967 in Europa, Stati Uniti, Sud Africa e Nuova Zelanda. Dopo qualche sporadico incoraggiamento ricevuto dalla stampa per i singoli precedenti, Love You Till Tuesday rappresentò la prima uscita discografica di Bowie accolta da un consenso unanime sia in patria che oltreoceano.
Il quotidiano Record Retailer la definì «una performance che denota maturità e stile, con buone possibilità di affermazione», mentre Record Mirror aggiunse: «Questo ragazzo ha veramente qualcosa di particolare... Lo reputo un singolo che può distinguersi». Su Disc and Music Echo, Penny Valentine scrisse che si trattava «di una piccola canzone d'amore, buffa ma con un retrogusto amaro... L'incredibile senso del ritmo e dello humor dell'autore risaltano perfettamente in questa incisione. Merita di essere apprezzato da un maggior numero di persone». Chris Welch di Melody Maker definì Bowie «uno dei pochi cantanti solisti veramente originali che operano sulla scena pop britannica».
Love You Till Tuesday venne apprezzata dalla critica anche negli Stati Uniti, dove uscì nel mese di settembre. La rivista Cash Box annunciò che «orchestrazioni confezionate con gusto, un approccio vocale che conserva l'incisività tipica delle performance dal vivo sul palco di un pub e alcuni versi piuttosto selvaggi possono dare a questo disco una spinta notevole nella corsa alle prime posizioni delle classifiche». Almeno una parte delle critiche positive che il disco ricevette fu dovuta anche a Did You Ever Have a Dream, alla quale la stessa rivista dedicò una speciale menzione definendola un pezzo "brillante".
Nonostante questo coro di elogi senza precedenti, il 45 giri risultò un fiasco da entrambi i lati dell'Atlantico e segnò la fine del rapporto di David Bowie con la Deram.

## Love You Till Tuesdaydal vivo
Tra la fine del 1967 e l'inizio del 1968 il brano venne eseguito nella prima sessione BBC di Bowie, per la quale era accompagnato dai sedici elementi della Arthur Greenslade Orchestra, e in due programmi televisivi: il 10 novembre 1967 a Fanclub della tv olandese e il 16 marzo 1968 a 4-3-2-1 Musik Für Junge Leute della tedesca ZDF, in cui fu eseguita anche Did You Ever Have a Dream.

## Pubblicazioni successive
Il 2 maggio 1975  Love You Till Tuesday venne pubblicata di nuovo nel Regno Unito, stavolta nella versione dell'album, come lato B di The London Boys. Nel 1987 il singolo uscì anche in Germania.
Entrambe le tracce del 45 giri si trovano nelle seguenti raccolte:
- Images 1966-1967 (1973)
- Another Face (1981)
- David Bowie: The Collection (1985)
- The Gospel According to David Bowie (1993)
- London Boy (1995)
- The Deram Anthology 1966-1968 (1997)

Oltre che nel video omonimo e nella relativa colonna sonora, Love You Till Tuesday si trova anche nelle raccolte:
- The World of David Bowie (1970)
- The Beginning - Vol. 2 (uscito in Germania nel 1973)
- Starting Point (1977)

La versione eseguita nella sessione BBC del dicembre 1967 è presente nel bonus disc di David Bowie (edizione del 2010), mentre in alcuni bootleg sono rintracciabili il demo del 1966 (The Forgotten Songs of David Robert Jones) e la versione tedesca Lieb Dich Bis Dienstag (Chameleon Chronicles Vol. 1).

## Cover
Una cover di Did You Ever Have a Dream è stata eseguita da The Muffinmates nell'album tributo Ziggy Played Surf Guitar del 2011.